# Lali Armengol
María Eulalia Armengol Argemi (La Ametlla, España, 29 de junio de 1945), también conocida por su seudónimo Lali Armengol, es una dramaturga, profesora de castellano y literatura, gestora cultural y directora de teatro española. Ha sido fundadora del Teatro 8 de Marzo, de la Casa de la Mujer Juana Ramírez “La Avanzadora” y ha dirigido el Teatro Universitario de Maracay.

## Carrera
Nacida en La Ametlla, España, llegó a Venezuela, a Calabozo, estado Guárico, en 1961, huyendo de la dictadura de Francisco Franco. De Calabozo se mudó a Maracay, estado Aragua, divorciada y con hijos. Aquí continuó con el teatro, como en Calabozo y La Ametlla, y empezó a escribir pequeñas obras que, según ella misma, firmaba con seudónimos masculinos para evitar el rechazo a las mismas de conocerse su autoría.
En 1982, en el Instituto de Recreación Integral (Inino) de la ciudad, fundó el Taller Permanente de Expresión Teatral para Niñas y Niños. En 1983 fundó el Teatro 8 de Marzo, justo después de la aprobación de la reforma del Código Civil venezolano, siendo influida por la declaración del Decenio de la Mujer en la Unesco (entre 1976 y 1985) y para la preparación de las mujeres en la aplicación de dichas nuevas leyes. El grupo ha estado integrado por un colectivo de teatreras y ha llevado a escena "más de 45 montajes en salas, plazas, calles y espacios no convencionales" en varias regiones de Venezuela, en España y en Centroamérica. También fue considerada para integrar el comité organizador de un encuentro nacional de mujeres artistas (ENMA) en el país.
En 1985 fundó la Casa de la Mujer Juana Ramírez “La Avanzadora” junto con sus compañeras del Teatro 8 de marzo, y en 1990 comenzó a servir como directora del Teatro Universitario de Maracay de la Universidad Central de Venezuela (UCV), ofreciendo clases teatrales como materia complementaria. Tanto en el teatro como en la Casa de la Mujer se ha dedicado a satirizar las temáticas de la violencia contra la mujer, la discriminación, y el punto de vista patriarcal, incluyendo la desmitificación del concurso de belleza Miss Venezuela.

## Reconocimientos
- Mención para Venezuela en el III Concurso Nacional de Obras Teatrales del Tercer Mundo Instituto Internacional del Teatro (ITI)-Unesco (por "Las mañanas", 1984)[1][2]
- Mención en el Concurso de Dramaturgia lnfantil de Aveprote (por "Un día como hoy", 1984)[1][2]
- Primer premio del II Concurso de Dramaturgia Infantil de la Universidad Central de Venezuela (UCV) (por "¿Quién se comió el cuento?", 1984-1985)[1][2]
- Primer premio del II Concurso de Guiones para Largometrajes de Foncine, donde fue coguionista (por "Las marcas del agua", 1987)[1][2]

## Obras
- Betty Blue con remolacha
- Con un poco de...
- Las mañanas
- Las marcas del agua
- Miss Gloria
- Ojos sembrados
- Platos
- Puntos suspensivos... etc., etc.
- ¿Quién se comió el cuento?
- Un día como hoy